# Romeinse brug van Pietralunga

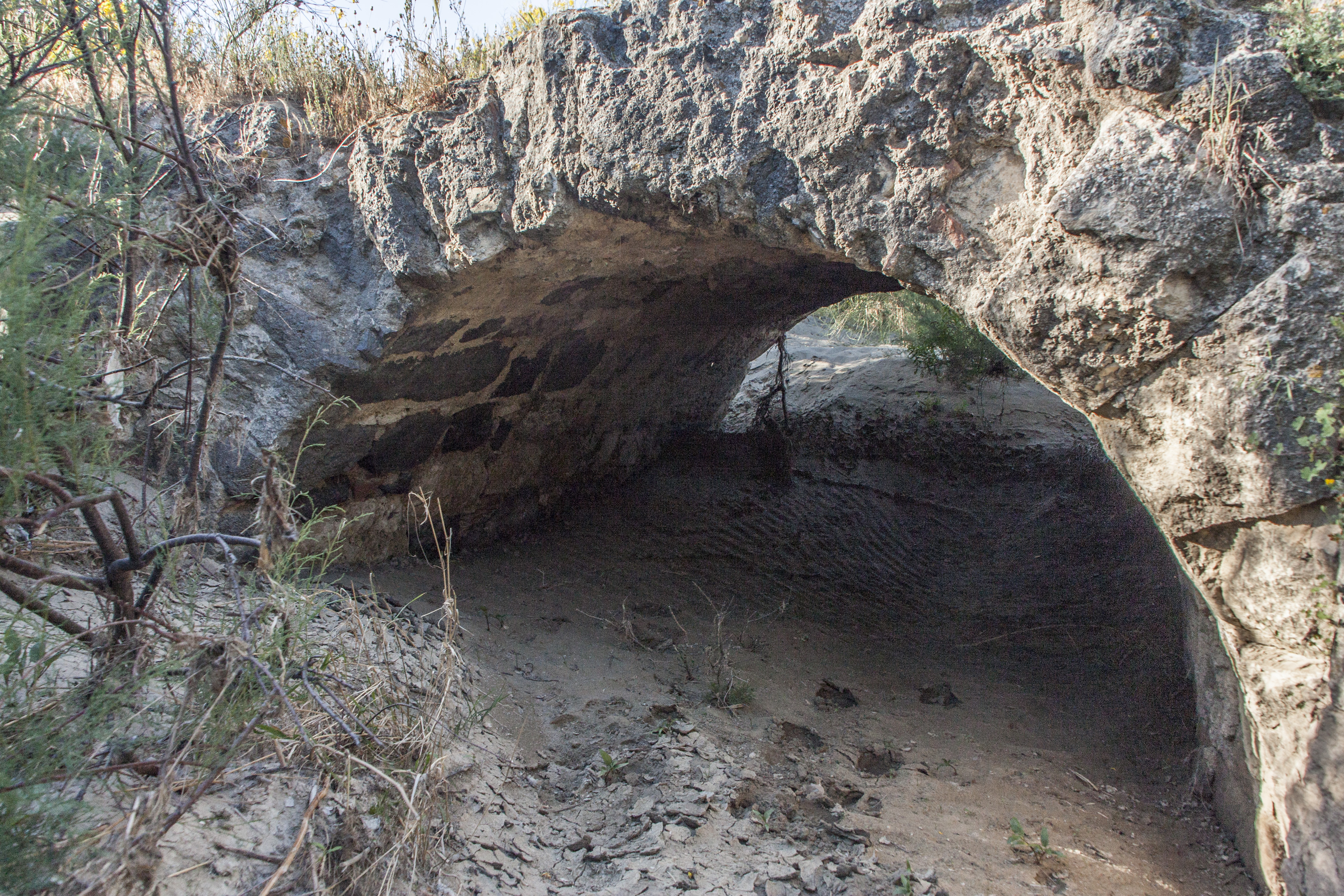
Romeinse brug van Pietralunga, 2e eeuw v.Chr.

De Romeinse brug op de plek Pietralunga bevindt zich in de gemeente Paternò, een gemeente op het Italiaanse eiland Sicilië. De brug gaat terug tot de 2e eeuw v.Chr., meer bepaald in het jaar 164 v.Chr. De Romeinse Republiek had een eeuw tevoren Sicilië veroverd tijdens de Eerste Punische Oorlog. Sicilië was uitgebouwd tot een graanschuur voor Rome. 
Destijds stond de Romeinse brug over de rivier Simeto. De brug lag op een verbindingsweg die de havenstad Catania verbond met centraal gelegen plaatsen zoals Centuripe, Agira, Assoro en Enna. De verbindingsweg verzekerde onder meer het graantransport van de velden naar de molens in Paternò en vervolgens ging het meel naar de haven.
De brug is volledig gemaakt uit lavasteen en is sinds enkele eeuwen in vervallen staat. Zij is 23 meter lang en 4,15 meter breed. Oorspronkelijk waren er twee bogen doch er is slechts nog een boog zichtbaar. Het wegdek op de brug was breed genoeg om twee karren gelijktijdig te laten passeren, een in elke richting.
Door het beukend water van de Simeto werd de brug een ruïne. Sinds de Romeinse Tijd heeft de loop van de Simeto zich verplaatst. De Simeto bevindt zich tegenwoordig in de buurt van de Romeinse brug. In 1997 deden archeologen uit Catania, in opdracht van de provincie Catania, opzoekingswerk in de heuvels langs de Romeinse brug. Zij ontdekten sporen van een nederzetting uit de 12e eeuw v.Chr., uit het Neolithicum. Dit wijst op een aanzienlijk oudere bewoning dan de tijd van Romeinse molens in Paternò.